# Kulp (district)
Kulp (Koerdisch: Pashûr) is een Turks district in de provincie Diyarbakır en telt 35.464 inwoners (2007). Het district heeft een oppervlakte van 1609,7 km².
De bevolkingsontwikkeling van het district is weergegeven in onderstaande tabel.
| 1997   | 2000   | 2007   |
| ------ | ------ | ------ |
| 31.584 | 40.454 | 35.464 |

Centrale districtsplaats (İlçe Merkezi): Kulp
Gemeenten (Beldeler): Ağaçlı
Dorpen (Köyler):
Ağaçkorur · Ağıllı · Akbulak · Akçasır · Akdoruk · Alaca · Argunköy · Aşağıelmalı · Aygün · Ayhanköy · Bağcılar · Baloğlu · Barın · Başbuğ · Bayırköy · Çağlayan · Çukurca · Demirli · Dolun · Düzce · Güleç · Güllük · Hamzalı · İnkaya · İslamköy · Kamışlı · Karaağaç · Karabulak · Karaorman · Karpuzlu · Kayacık · Kayahan · Kaynakköy · Konuklu · Kurudere · Narlıca · Özbek · Saltukköy · Taşköprü · Temran · Tuzlaköy · Uygur · Uzunova · Ünal · Yakıtköy · Yayıkköy · Yaylak · Yuvacık · Zeyrek